# 뉴올버니 (인디애나주)

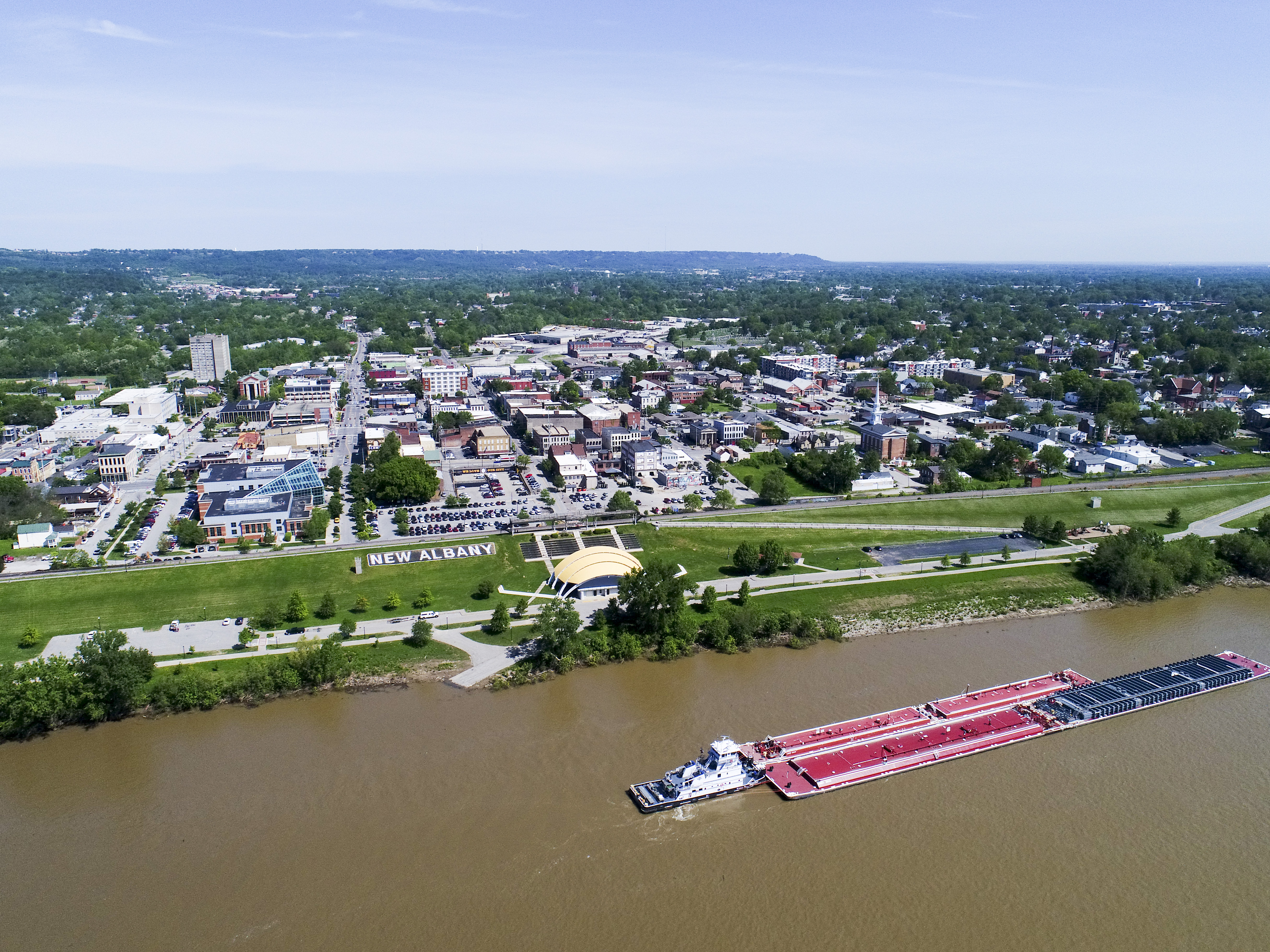

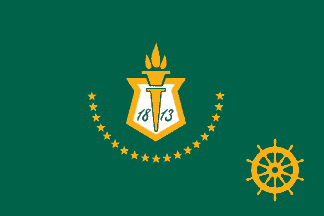

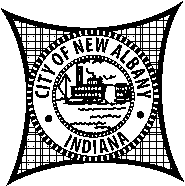

뉴올버니(New Albany)는 루이빌 반대편 오하이오강을 따라 위치한 미국 인디애나주 플로이드군의 도시이다. 2010년 인구조사에 따르면 이 지역의 인구 수는 총 36,372명이다. 이 도시의 군청소재지는 플로이드군이다.

## 인구
| 인구조사               | 인구   | Note  | %±     |
| ---------------------- | ------ | ----- | ------ |
| 1830년                 | 2,079  |       | —      |
| 1840년                 | 4,226  |       | 103.3% |
| 1850년                 | 8,181  |       | 93.6%  |
| 1860년                 | 12,647 |       | 54.6%  |
| 1870년                 | 15,396 |       | 21.7%  |
| 1880년                 | 16,423 |       | 6.7%   |
| 1890년                 | 21,059 |       | 28.2%  |
| 1900년                 | 20,628 |       | −2.0%  |
| 1910년                 | 20,629 |       | 0.0%   |
| 1920년                 | 22,992 |       | 11.5%  |
| 1930년                 | 25,819 |       | 12.3%  |
| 1940년                 | 25,414 |       | −1.6%  |
| 1950년                 | 29,346 |       | 15.5%  |
| 1960년                 | 37,812 |       | 28.8%  |
| 1970년                 | 38,402 |       | 1.6%   |
| 1980년                 | 37,103 |       | −3.4%  |
| 1990년                 | 36,322 |       | −2.1%  |
| 2000년                 | 37,603 |       | 3.5%   |
| 2010년                 | 36,372 |       | −3.3%  |
| 2019 (추산)            | 36,843 | [ 2 ] | 1.3%   |
| 출처: US Census Bureau |        |       |        |

## 저명한 출신 인물
- 제이미 에버솔드
- 롭 콘웨이
- 조시 댈러스
- 에드윈 허블
- 퍼지 젤러

## 같이 보기
- 오하이오강